# Gina Falckenberg
Gina Falckenberg, eigentlich Anna Regina Falckenberg (* 14. September 1907 in Emmering, Deutschland; † 12. Februar 1996 in Lucca, Italien), war eine deutsche Schauspielerin, Schriftstellerin und Drehbuchautorin.

## Leben
Die Tochter von Otto Falckenberg gab ihr Debüt 1927 an den Münchner Kammerspielen, wo ihr Vater Theaterleiter war. Man sah sie hier als Manuela in Mädchen in Uniform (nach dem Stück Gestern und Heute von Christa Winsloe), Tochter in Liliom und Ilse in Frühlings Erwachen. Ab 1930 trat sie an Berliner Bühnen auf, und zwar am Theater am Schiffbauerdamm, Kabarett der Komiker, Volksbühne und am Theater in der Behrenstraße.
Ab 1932 wirkte Gina Falckenberg in Spielfilmen mit. In ihrem Leinwanddebüt Razzia in St. Pauli übernahm sie auf Anhieb die weibliche Hauptrolle einer Prostituierten, später war sie in größeren Nebenrollen zu sehen. Meist spielte sie Töchter aus gutem Hause und konnte je nach Situation sowohl brav als auch verführerisch sein.
1939 lernte sie den italienischen Regisseur und Schriftsteller Giulio del Torre kennen und heiratete ihn in Rom. In Italien spielte sie vorwiegend Theater und trat noch dreimal beim Film in Erscheinung. Sie verlegte sich immer mehr auf das Schreiben von Romanen und erhielt 1954 für ihre Erzählung Der Zaungast den Literaturpreis der Stadt Pisa. In ihrem Theaterstück La passante übernahm sie bei der Uraufführung 1955 in Viareggio selbst die Hauptrolle. Ende der fünfziger Jahre wurden auch einige ihrer Drehbücher in Deutschland verfilmt. Außer in Rom lebte sie auf ihrem italienischen Landsitz in Lucca.

## Filmografie
- 1932: Razzia in St. Pauli
- 1932: Ein Mann mit Herz
- 1933: Der Page vom Dalmasse-Hotel
- 1933: Ein Unsichtbarer geht durch die Stadt
- 1934: Der Herr Senator. Die fliegende Ahnfrau
- 1934: Der junge Baron Neuhaus
- 1934: Ferien vom Ich
- 1935: Der Außenseiter
- 1935: Liebesleute
- 1935: Der Zigeunerbaron
- 1936: Boccaccio
- 1936: Der lachende Dritte
- 1936: Die unmögliche Frau
- 1936: Ein Lied klagt an
- 1936: Die Julika (Ernte)
- 1936: Liebeserwachen
- 1937: Die Stimme des Herzens
- 1937: Ab Mitternacht
- 1939: Drei wunderschöne Tage
- 1942: Anime in tumulto
- 1948: Gli uomini sono nemici
- 1949: Frauen ohne Namen (Donne senza nome)
- 1956: Mein Vater, der Schauspieler (nur Co-Drehbuch)
- 1958: Ohne Dich kann ich nicht leben
- 1960: Immer will ich dir gehören (nur Co-Drehbuch)
- 1960: Der Held meiner Träume (nur Co-Drehbuch)

## Romane
- 1937: Das unendliche Abenteuer; Ullstein
- 1940: Die Lügnerin; Kranich Verlag
- 1944: La grande menzogna; Milano, Edizioni Alpe
- 1950: Ein Himmel voller Himbeereis; AWA-Verlag
- 1954: Das Fräulein von Casati; AWA-Verlag
- 1956: Italienischer Sommer; Zettner
- 1958: Salve, Faustina; AWA-Verlag
- 1959: Die Jungfrau in der Muschel; Heyne
- 1960: Die kurzen Nächte; Pabel
- 1964: Caroll und Karolinchen; Heyne
- 1970: Vergiß, daß ich deine Frau bin; Stieglitz-Verlag
- 1971: Utes Weg zum Glück; in: Roman am Sonnabend, Jg. 1971
- 1973: Lauf nicht vor der Liebe weg; Verlag Welt am Sonnabend